# زراب (مقاطعة دهلران)
زراب (بالفارسية: زراب) هي قرية تقع في قسم سيد ناصرالدين الريفي (مقاطعة دهلران) في إيران. يقدر عدد سكانها بـ 440 نسمة بحسب إحصاء 2016.